# 규제
규제(規制, regulation)는 규칙이나 경향의 집합에 따라 복잡계를 관리하는 추상적인 개념이다.  레귤레이션, 조정, 규정, 조절이라고도 한다. 체계 이론에서 이러한 종류의 규칙이 생물학, 사회의 다양한 분야에 존재하지만 이 용어는 문맥에 따라 조금씩 다른 의미를 지니고 있다. 이를테면 다음과 같다:
- 생물학에서, 유전자 규제와 물질대사는 생물이 환경에 적응하고 항상성을 유지할 수 있게 한다.
- 정부에서, 일반적으로 규제는 행정위임입법(위임입법)을 강제하기 위해 전문인에 의해 발제된 위임입법을 의미한다.
- 비즈니스에서 자주규제는 자주조정단체와 교역협회를 통해 이루어지며, 산업이 정부의 간섭을 덜 받으면서 규칙을 확립할 수 있게 한다.
- 심리학에서 자기 규정 이론은 어떻게 개인이 목표 달성을 위해 자신의 생각과 행동을 규정하는지에 대한 연구이다.

## 형태
사회, 정치, 심리, 경제 영역에서의 규제는 다양한 형태를 띨 수 있다. 정부 당국이 공포하는 법적 제한, 계약상 의무(예: 보험사와 피보험자 간의 계약), 심리학에서의 자기 규제, 사회적 규제(예: 규범), 공동 규제, 제3자 규제, 인증, 인가 또는 시장 규제 등이 있다.
국가가 의무화하는 규제는 정책을 시행하고, 그렇지 않으면 발생하지 않을 수 있는 결과를 생산하기 위한 시도로서 사적 시장에 대한 정부 개입이다. 이는 소비자보호부터 빠른 성장이나 기술 발전까지 다양하다.
규제는 행위를 지시하거나 금지할 수 있고("명령 및 통제" 규제), 인센티브를 조절하거나("인센티브" 규제), 선호를 바꿀 수 있다("선호 형성" 규제). 규제의 일반적인 예로는 환경 오염에 대한 제한, 아동 노동 또는 기타 고용 규제에 반대하는 법률, 최저임금 법률, 식품 및 의약품 성분의 진실한 라벨링을 요구하는 규제, 판매될 수 있는 품목에 대한 최소한의 테스트 및 품질 기준을 설정하는 식품 및 의약품 안전 규제, 그리고 구역 설정 및 개발 승인 규제가 있다. 시장 진입 통제나 가격 규제는 훨씬 덜 일반적이다.
규제에 있어서 중요한 질문 중 하나는 규제 기관이나 정부가 사후 손해 배상보다 사전 규제를 더 효율적으로 만들 수 있는 충분한 정보를 가지고 있는지 여부와 산업 자주조정이 더 바람직할 수 있는지 여부이다. 시장과 관련된 규제를 부과하거나 제거하는 경제학은 실증 법률 연구, 법경제학, 정치학, 환경 과학, 보건경제학, 그리고 규제 경제학에서 분석된다.
규제 권한에는 규제 결정 집행 권한이 포함되어야 한다. 모니터링은 국가 규제 당국이 규제 활동을 수행하는 데 사용하는 중요한 도구이다.
일부 국가(특히 스칸디나비아 국가)에서는 산업 관계가 최저 임금 등의 국가 규제와 달리 노동 시장 당사자들 자체(자율 규제)에 의해 매우 높은 수준으로 규제된다.

### 측정
규제는 다양한 정량적 측정값을 통해 여러 국가에 대해 평가될 수 있다. 세계은행의 글로벌 지표 그룹이 발표하는 규제 거버넌스 글로벌 지표는 제안된 규제에 대한 투명성, 내용에 대한 협의, 규제영향평가의 활용, 그리고 제정된 법률에 대한 접근성을 0점에서 5점까지의 척도로 186개국에 대해 점수를 매긴다. V-Dem 민주주의 지수에는 규제 품질 지표가 포함되어 있다. Mercatus Center의 QuantGov 프로젝트는 미국, 캐나다, 호주에 대한 주제별 규제 수를 추적한다. 미국 미국연방규정집의 길이는 시간이 지남에 따라 증가했다.

## 역사
사업 규제는 고대 초기 이집트, 인도, 그리스, 로마 문명에도 존재했다. 고대 세계에서는 표준화된 도량형이 어느 정도 존재했고, 금은 어느 정도 국제 통화로 기능했을 수 있다. 중국에서는 국가 화폐 시스템이 존재했고 지폐가 발명되었다. 고대 로마에는 정교한 법이 존재했다. 유럽 중세 전기에는 로마 제국과 함께 법과 표준화가 쇠퇴했지만, 규제는 규범, 관습, 특권의 형태로 존재했으며, 이는 통일된 기독교 정체성과 계약에 대한 명예 의식에 의해 도움을 받았다.:5
근대 산업 규제는 영국의 Railway Regulation Act 1844 및 그 후속법에서 찾아볼 수 있다. 19세기 후반과 20세기 초반부터 미국에서 대부분의 규제는 규제 기관에 의해 관리되고 시행되었는데, 이 기관들은 법령의 권한 아래 자체적인 행정법과 절차를 만들었다. 입법자들은 업계 전문가들이 문제에 집중하도록 하기 위해 이러한 기관들을 만들었다. 연방 차원에서 가장 초기 기관 중 하나는 이전 주 기반 규제 위원회 및 기관에 뿌리를 둔 주간통상위원회였다. 이후의 기관으로는 연방거래위원회, 증권거래위원회, Civil Aeronautics Board, 그리고 다양한 다른 기관들이 포함된다. 이러한 기관들은 산업별로 그리고 연방 및 주 수준에서 다르다. 개별 기관들은 반드시 명확한 수명 주기나 행동 패턴을 가지지 않으며, 기관을 만든 조직법뿐만 아니라 지도부와 직원의 영향을 많이 받는다. 1930년대에는 입법자들이 규제되지 않은 사업이 종종 불의와 비효율을 초래한다고 믿었다. 1960년대와 1970년대에는 관심이 규제 포획으로 옮겨갔는데, 이는 미국 환경보호청과 미국 산업안전보건청을 설립하는 매우 상세한 법률로 이어졌다.

## 같이 보기
- 소비자보호
- 행정학
- 공유지의 비극
- 공공선택론
- 사전예방원칙